# 克里沃伊托列茨河

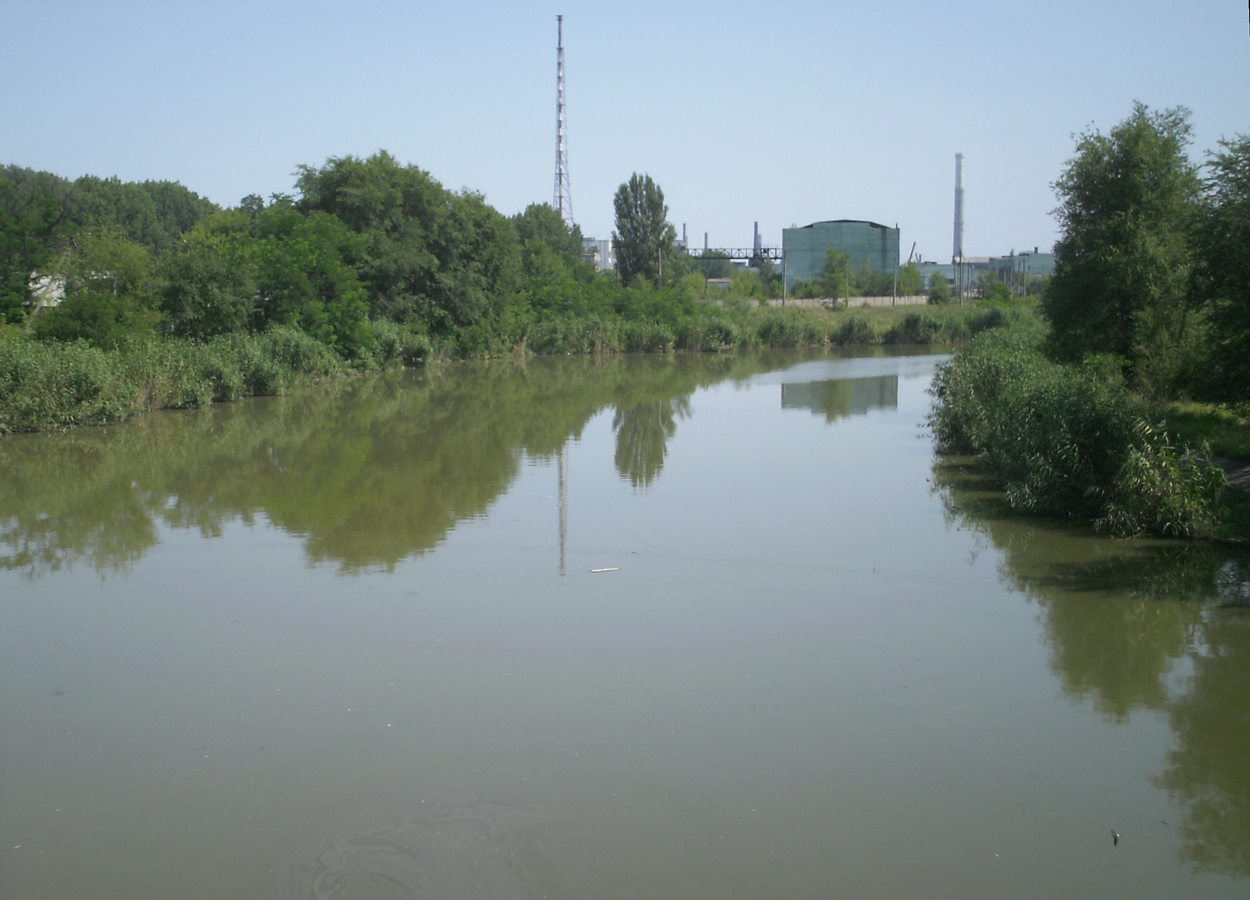

克里维托雷茨河（羅馬化：Kryvyi Torets，直译：「彎托雷茨」），又按俄语名译为克里沃伊托列茨河，是烏克蘭的河流，位於該國東部頓涅茨克州，屬於卡曾內托雷茨河的右支流，河道全長88公里，流域面積1,590平方公里，河口處於德魯日基夫卡附近。